# Инвазија у Заливу свиња
Инвазија у Заливу свиња је био покушај инвазије наоружаних кубанских избеглица у јужној Куби који су планирале и финансирале Сједињене Државе са циљем збацивања владе Фидела Кастра 1961. и означила је врхунац америчких акција усмерених против Кубе. Америчко-кубанске тензије су започеле када је Кастро збацио режим генерала Фулхенсија Батисте 1. јануара 1959. Ајзенхауерове и Кенедијеве администрације су оцениле да се Кастрово кретање према Комунистичкој партији не може толерисати и кренули су да га збаце. Ипак, покушај инвазије је неславно прошао и постао је велика међународна срамота за Кенедијев режим. Резултујући фијаско је био проучаван као идеалан случај "групног" доношења одлука. Други, а посебно Американци пореклом са Кубе, су видели овај проблем као политичку одлуку Кенедијеве администрације да се реши досадних кубанских избеглица. Овај догађај се одразио на исходе избора пошто је велики број Кубано-Американаца изабран у амерички Конгрес и успоставио постизборне прилике који су ишли у корист Републиканској странци.
Током дебати у Савету безбедности Уједињених нација, кубански покушај да се осуди америчка инвазија није прошао због вета Сједињених Држава. Директна војна интервенција од стране САД са циљем збацивања кубанске владе ће изазвати међународне протесте против „мешања у унутрашња питања стране државе“, уобичајених у атмосфери Хладног рата. Неуспех да се оправда америчко мешање на основу међународног права је ризиковао провоцирање геополитичке освете од стране Совјетског Савеза, посебно у Трећем свету.
Дана 17. фебруара 1961, Кенеди је упитао своје саветнике да ли би свргавање Кастра могло бити повезано са испорукама оружја и да ли би могло бити могуће тврдити да су праве мете били модерни авиони-ловци и ракете које су угрожавали америчку безбедност. Међутим, у то време, Куба је поседовала совјетске тенкове, артиљерију и пешадијско оружје; њено ваздухопловство се састојало од лаких бомбардера B-26, Хокер Си Фурије (брз и ефикасан, иако застарео, ловац-бомбардер са пропелерима) и ловце T-33 који су остали од Батистиног ваздухопловства.

## Припреме
Ција је почела да регрутује и обучава кубанске избеглице за време Ајзенхауерове администрације, како су се тензије између Вашингтона и Хаване затезале, месецима пре него што су нарушени дипломатски односи са Кубом у јануару 1961. Ипак, није Ајзенхауер био тај који је прогурао план, већ потпредседник Ричард Никсон. Никсон се након тога увек плашио да ће његова умешаност и одговорност за неуспех испливати. Ција је у почетку била уверена да је способна да збаци Кастра, имајући искуста у уклањању других страних влада као што је случај иранског премијера Мохамеда Мосадика 1953. и гватемалског председника Хакоба Арбенза Гузмана 1954. Ричард Бисел, један од тројице помоћника Алена Дулеса, је био шеф „Операције Запата“.
Првобитни план је захтевао искрцавање избегличке бригаде у близини старог колонијалног града Тринидад, који се налазио у централној провинцији Санкти Спиритус приближно 400 km југоисточно од Хаване у подножју планина Ескамбрај. Избор Тринидада је обезбеђивао бројне могућности да ће избегличка бригада моћи искористити то у своју корист током инвазије. Становништво Тринидада је било углавном против Кастра, а тешко приступачне планине изван града су обезбеђивале подручје операција где би се инвазионе снаге могле повући и покренути герилску кампању ако искрцавање не би кренуло како је очекивано. Кроз 1960, растући редови Бригаде 2506 су обучаване на локацијама као што су јужна Флорида и Гватемала за искрцавање на плажи и могуће повлачење у планине.
Према Кенедијевим наређењима, критични детаљи плана су промењени, а тиме су уклоњене биле какве шансе за успех без америчке помоћи. Кенеди је наводно био под утицајем неких у Стејт Дипартменту, укључујући старог кубанског помоћника Вилијама Виланда, блиског пријатеља Самер Велес. Виланд, који је био присутан током Батистиног успона на власт 1933, је био у Колумбији када је Кастро био укључен у Боготазо и такође је подржавао ембарго на испоруку оружја Батисти. Ови измењени детаљи су укључивали промену зоне искрцавања Бригаде 2506 на два места у провинцији Матанзас, 202 km југоисточно од Хаване на источном крају полуострва Запата у Заливу свиња. Искрцавање би се одвило на плажама Гирон и Ларга. Ова измена је ефикасно одсекла везу са побуњеницима у Ескамбрајском "Рату против бандита. Кастрова влада је била упозорена од стране агената КГБ-а Освалда Санчеза Кабрере и „Арагона“, који су редом умрли насилном смрћу пре и након инвазије.

## Инвазија
Дана 17. априла 1961, три лета лаког бомбардера Б-26 носећи ознаке Револуционарног ваздухопловства су бомбардовала кубанске аеродроме Сан Антонио де Лос Бањос, међународни аеродром Антонио Масео и аеродром код Сијудад Либертада. Операција Пума, шифровано име дато офанзивним против-авионским нападима на Кубанске револуционарне снаге, је захтевала дводневне ваздушне нападе широм острва да би се ефикасно уклонило кубанско ваздухопловство, обезбеђујући да ће комплетну ваздушну надмоћ Бригаде 2506 пре стварног искрцавања у Заливу свиња. Ово није успело јер ваздушни напади нису настављени како је првобитно планирано - било је ограничено одлукама највиших нивоа америчке владе. Кастро је такође имао сазнање о инвазији и склонио је авионе на безбедно.
Од авиона Бригаде 2506 који су се постројили ујутро 15. априла, један је имао задатак да обезбеди ЦИА изговор за инвазију. Модификованом двоседу Б-26Б који је коришћен за ову мисију је пилотиран капетан Марио Зунига. Пре полетања, поклопац једног од два мотора авиона је уклоњен од стране техничара, пуцано је на њега, а затим је враћен да би се добио утисак да је на авион пуцано са земље током његовог лета. Капетан Зунига је полетео из базе Никарагви у нисколетећу мисију која ће га одвести до најзападније кубанске провинције Пињар дел Рио, а затим на североисток према Ки Весту, Флорида. Када је био изнад острва, капетан Зунига се нагло подигао на висину на којој би га могле детектовати америчке радарске инсталације северно од Кубе. На тој висини и на безбедној удаљености северно од острва, капетан Зунига је радиом затражио помоћ и захтевао тренутну дозволу да слети у базу морнаричке авијације Бока Чика неколико километара североисточно од Ки Веста. Овај извештај је у очигледној супротности са извештајем кубанске владе да су ловци Си фури којима су управљали Кубанци и можда неки левичарски чилеански пилоти одани Кастру напали старије и спорије Б-26 бомбардере којом су управљале инвазионе снаге.
До саопштења капетан Зуниге свету током преподнева 15. априла, сви осим једног бомбардера Бригаде 2506 је враћено преко Кариба у троипочасовном лету до њихове базе у Никарагви да би се напунили и опремили. Међутим, након слетања, посаде су се среле са поруком из Вашингтона која је наређивала неодређено мировање свих даљих борбених операција против Кубе.
Дана 17. априла, четири транспортера је пребацило 1.511 кубанских избеглица у Залив свиња. Њих су пратили два пловила за пешадијско искрцавање у власништву Ције, који су носили залихе и опрему. Ова мала армија се надала ће наићи на подршку локалног становништва, намеравајући да пређе острво до Хаване. Ција је претпоставила да ће инвазија запалити искру масовног устанка против Кастра. Међутим, до времена када је инвазија почела, Кастро је већ био погубио неке осумњичене за сарадњу са Американцима и ухапсио остале. Затвореници су били држани под претњом смрћу ако инвазија успе.
Иако су се кубанске снаге на месту искрцавања предале, ускоро је постало јасно након контакта са кубанским појачањем да избеглице неће добити ефикасну подршку на месту инвазије и да ће највероватније изгубити. Извештаји са обе стране описују тенковске битке које су укључивале тешку совјетску опрему. Кенеди се изјаснио против пружања америчке ваздушне помоћи заустављеној инвазији (иако су четворица америчких пилота убијени на Куби током инвазије) због свог противљења да се обзнани интервенција. Кенеди је такође отказао неколико таласа бомбардовања (само су се два десила) на приземљено кубанско ваздухопловство, које би могло да обогаљи кубанско ваздухопловство и да ваздушну надмоћ нападачима. Амерички маринци нису послати, чак иако су постојали бродови за подршку спремни за искрцавање у потребном тренутку.
Ток догађаја заједно са чињеницом да је сва војна сила била спремна, али је потом повучена и/или није искоришћена подржава теорију да на највишим нивоима можда нису сви знали за планирану операцију. Конкретно, чини се могућим да се рачунало се тиме да ће припремана војна опција добити подршку председника Кенедија када му се предочи тренутна „криза“ као и већ израђено решење. Председник Кенеди је одлучио да не искористи ову могућност, што наводи на закључак да је можда управо сазнао за далеко одмакло логистичко планирање које је овим догађајима претходило.

## Жртве
Када су се борбе завршиле 21. априла, 91 кубанских избеглица је убијено, а остали су заробљени. Процене жртава кубанских снага варирају, али су генерално значајно веће.
1.209 ухваћених избеглица је брзо осуђено, неки су погубљени, а остатак је осуђено на 30 година затвора због издаје. Након 20 месеци преговора са САД, Куба је ослободила избеглице у замену за 53 милиона долара помоћи у храни и лековима.
Општа је претпоставка да су губици кубанских снага били врло високи. Процене се крећу од 2.200 до 5.000). У једном ваздушном нападу кубанске снаге су имале око 1.800 жртава које су ухваћене на отвореном у цивилним аутобусима и погођене напалмом.
Кубанска влада је у почетку изјавила да су њени губици 87 мртвих и много више рањених. Број мртвих и несталих у кубанској војсци се пењао до 140, а онда до 161. Тако је у највише прихваћеним проценама, укупно око 2.000 кубанских војника убијено, рањено или нестало у акцији.

## Америчка реакција
Неуспех инвазије у Заливу свиња је нанело велико срамоту Кенедијевој администрацији и учинила Кастра опрезним на будуће америчке интервенције на Куби. Као резултат неуспеха, директор Ције Ален Дулес, његов заменик Чарлс Кабел и помоћник директора операција Ричард Бисел су приморани да поднесу оставке. Сва тројица су били одговорни за планирање операције у Цији. Одговорности Кенедијеве администрације и Стејт Дипартмента за измене планова првобитно нису биле јавне.
Међутим, Кенедијева администрација је наставила неспособне тајне операције на Куби, касније покренувши Кубански пројекат да би „помогли Куби да збаци комунистички режим“. Тензије ће опет имати врхунац у Кубанској ракетној кризи 1962.
ЦИА је написала детаљан унутрашњи извештај која је приписала кривицу за неуспех унутрашњој неспособности. Велики број озбиљних грешака које је начинила ЦИА и други амерички аналитичари су допринели дебаклу;
- Администрација је веровала да трупе могу да се повуку у планине да би водили герилски рат ако изгубе у отвореној борби. Планине су биле предалеко да би се стигло пешке, а трупе су биле искрцане у мочварно земљиште, где су биле лако окружене.
- Веровали су да се умешаност САД у инцидент може порећи.
- Веровали су да ће Кубанци бити захвални што су ослобођени од Фидела Кастра и да ће се брзо придружити у борби. Ова подршка се није материјализовала; неколико стотина хиљада је било ухапшено, а неки су погубљени пре искрцавања.

Скоро сигурно веровање Ције да ће се кубански народ дићи на устанак и да ће им се придружити је засновано да екстремно слабом присуству агенције на Куби. Кастрова контраобавештајна служба, коју су обучавали специјалисти из совјетског блока укључујући шпанског ратног ветерана Енрикеа Листера, се убацила у већину група отпора. Због овога, скоро све информације које су долазиле од избеглица и пребега су биле често затроване. Оперативац Ције је интервенисао за Кубанце у Хавани пре инвазије; у интервјуу за Си-Ен-Ен је изјавио: "... све што сам могао да нађем је било много ентузијазма за Фидела Кастра“.
Многи војни команданти су са великом сигурношћу очекивали да ће инвазија пропасти, али су мислили да ће Кенеди послати маринце да спасе избеглице. Међутим, Кенеди није желео рат пуног интензитета и напустио је избеглице.
Дана 29. априла 2000. у чланку Вашингтон Поста „Совјети су знали датум напада на Кубу“, написано да је Ција имала информацију која је наговештавала да је Совјетски Савез знао да ће се инвазија догодити и није обавестила Кенедија. Радио Москва је заправо емитовала вести 13. априла 1961. предвиђајући инвазију „у завери коју је припремила Ција“ користећи плаћене „криминалце“ за недељу дана. Инвазија се догодила четири дана касније.
Инвазија је често критикована јер је учинила Кастра још популарнијим, додајући националистичка осећања његовој економској политици. Након почетних бомбардовања Б-26, означио је револуцију "марксистичком-лењинистичком". Након инвазије, он је тражио ближе односе са Совјетским Савезом, делимично због заштите, која је помогла крчењу пута за Кубанску ракетну кризу годину и по дана касније.
Још увек постоје масовне војне вежбе на Куби за током Дана одбране да би се припремила цела популација за инвазију.